# Kalianget Timur
Kalianget Timur is een plaats en bestuurslaag op het 4de niveau (kelurahan/desa) in het onderdistrict (kecamatan) Kalianget van het regentschap Sumenep van de provincie Oost-Java, Indonesië. Kalianget Timur telt 11.835 inwoners (volkstelling 2010).